# DAN
DAN (Dalmatinske Novine) je bio hrvatski dnevna novina iz Splita. Prvi broj tiskan je 14. svibnja 1995. godine.  a posljednji 19. veljače 1998. godine. Vlasnik, te glavni i odgovorni urednik bio je glasoviti hrvatski novinar Joško Kulušić, a novina je prestala izlaziti nakon njegove smrti. Dalmatinske novine je bio prvi hrvatski dnevni list koji se prodavao po cijeni od 3 kune, što je uvjetovalo i koncept same novine, koji su kasnije preuzeli i drugi nakladnici.  
DAN je izlazio svakodnevno, a bio je dnevna novina s najbrže rastućom nakladom u zemlji. Iako je na samom početku distribucija bila ograničena na područje Dalmacije, ubrzo se širi na cijelu hrvatsku obalu. Kada je novina, radi iznenadne smrti glavnog urednika, koji je preminuo za radnim stolom u redakciji, prestala izlaziti završavale su se pripreme za širenje na cijelo hrvatsko tržište.
Za pokretanje DAN-a najzaslužnija je t.zv. "Afera mali dioničari" Slobodne Dalmacije, kada su, nakon tajkunske privatizacije lista, uposlenici i dotadašnji suvlasnici obespravljeni. Nezadovoljstvo i sukob s tadašnjim rukovodstvom i većinskim vlasnikom Miroslavom Kutlom, urodio je odlaskom glavnog urednika Joška Kulušića i skupine istaknutih novinara i urednika iz Slobodne Dalmacije,. Oni će uskoro postati osnivačka jezgra "Dalmatinskih novina".